# Dnipropetrovsk Spoutnik

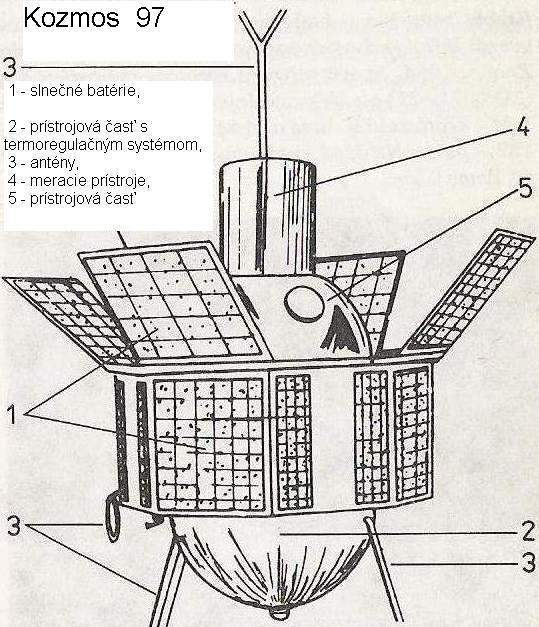
Le satellite Cosmos 97 de la série DS-U2-M.

Dnipropetrovsk Spoutnik ou DS (russe Днепропетровский Спутник) est une famille de petits satellites soviétiques lancés entre 1961 et 1982 par le lanceur léger Cosmos. Il s'agissait de satellites destinés à remplir des missions technologiques, scientifiques ou militaires. 185 satellites ont été lancés,.
Le premier satellite de la famille, de type DS-1, a été lancé le 27 octobre 1971 par un lanceur Cosmos-2 mais ne put être mis en orbite à la suite d'une défaillance du lanceur. Après un deuxième échec, la troisième tentative fut couronnée de succès. Le satellite de type DS-2 fut baptisé Cosmos 1 premier d'une longue série. Tous les satellites DS ont un nom de baptême préfixés Cosmos sauf ceux qui n'atteignent par l'orbite ceux qui font   partie des programmes développés en coopération avec d'autres pays : les satellites Intercosmos et le programme Aureole. Le dernier satellite de la série Cosmos 1375 a été lancé par une fusée Cosmos-3M le 6 juin 1982. Il s'agissait d'un satellite de type Lira destiné à servir de cible à une arme antisatellite et dérivé de la famille de satellite DS-P1-M.

## Les différentes sous-séries de la famille de satellites DS
| Sous-série        | Domaine                       | Masse                 | Autre caractéristique                   | Nbre satellites/échec | Premier lancement | Dernier lancement |
| ----------------- | ----------------------------- | --------------------- | --------------------------------------- | --------------------- | ----------------- | ----------------- |
| DS-1              | Technologie                   | 300 kg                |                                         | 2/2                   | 27/10/1961        | 27/12/1961        |
| DS-2              | Technologie                   | 315 kg                |                                         | 2/1                   | 16/3/1962         | 1/12/1964         |
| DS-A1             | Magnétosphère, radiations     | 30 kg                 |                                         | 7/3                   | 20/10/1962        | 2/7/1965          |
| DS-K              | Astronomie, Micro-météoroïdes | 337 kg                |                                         | 1/0                   | 18/8/1962         | 18/8/1962         |
| DS-MG             | Magnétosphère                 | 360 kg                |                                         | 2/0                   | 18/3/1964         | 24/10/1964        |
| DS-MT             | Rayonnement cosmique          | 340 kg                |                                         | 3/1                   | 1/6/1963          | 9/12/1964         |
| DS-MO             |                               | 375 kg                |                                         |                       |                   |                   |
| DS-P1             | Calibration radar             | 355 kg                |                                         | 4/1                   | 30/6/1962         | 27/2/1964         |
| DS-P1-I           | Calibration radar             | 340 kg                |                                         | 20/2                  | 25/1/1966         | 18/6/1977         |
| DS-P1-M           | Cible ASAT                    | 600 kg                |                                         | 15/2                  | 23/12/1970        | 6/6/1982          |
| DS-P1-Yu          | Calibration radar             | 330 kg                |                                         | 79/7                  | 30/7/1964         | 26/8/1976         |
| DS-U1             | Intercosmos                   | -                     | Satellites scientifiques en coopération | 2/0                   | 25/12/1969        | 30/11/1972        |
| DS-U2             | Intercosmos                   | -                     |                                         | 7/0                   | 7/8/1970          | 11/12/1975        |
| DS-U3             | Intercosmos                   | -                     |                                         | 6/1                   | 14/10/1969        | 27/7/1976         |
| Aureole 1, 2 et 3 | Magnétosphère                 | - 1000 kg (Aureole 3) | Coopération avec la France              | 3/0                   | 27/12/1971        | 21/9/1981         |